# Fort Smith (Arkansas)
Fort Smith település az Amerikai Egyesült Államok Arkansas államában, Sebastian megyében, melynek megyeszékhelye is. Lakosainak száma 89 142 fő (2020. április 1.).

## Népesség
A település népességének változása:

| 2010 | 86 209 |
| 2020 | 89 142 |